# Aeroportul Barriles
Aeroportul Barriles (IATA: TOQ, ICAO: SCBE) este un aeroport din Chile ce deservește zona Tocopilla.
Situat la o altitudine de 1.059 m, aeroportul dispune de o singură pistă.